# C/2013 A1
C/2013 A1 (Siding Spring) es un cometa de la nube de Oort descubierto por el astrónomo Robert H. McNaught el 3 de enero de 2013 con el telescopio Schmidt (50 cm, 0,5 m) en el Observatorio de Siding Spring en Nueva Gales del Sur, Australia.

## Descubrimiento
El cometa se descubrió utilizando un telescopio Schmidt del Observatorio de Siding Spring el 3 de enero de 2013 por el astrónomo escocés-australiano Robert H. McNaught y se le designó oficialmente como C/2013 A1 y simbólicamente se le nombró Siding Spring por una tradición para conmemorar al observatorio donde se descubrió.
Se revelaron imágenes tomadas por el Catalina Sky Survey del 8 de diciembre de 2012 de precovery (antes de su descubrimiento oficial).
El 27 de febrero de 2013, utilizando astrometría, el astrónomo aficionado Leonid Yelenin sugirió que el cometa pasaría a 41.300 km (0,000276 UA) del centro de Marte para el 14 de octubre de 2014.
Utilizando imágenes de precovery del telescopio Pan-STARRS datadas el 4 de octubre de 2012, revelaban que el arco de observación del cometa era de 148 días.
En el momento del descubrimiento C/2013 A1 se encontraba a 7,2 UA del Sol.
El cometa probablemente demoró millones de años en viajar desde la nube de Oort y tras abandonar la región planetaria del Sistema Solar, su período orbital posterior al perihelio se estima en aproximadamente 1 millón de años.

## Encuentro con Marte
El cometa tuvo un acercamiento muy cercano al planeta Marte, el 19 de octubre de 2014. Incluso, existió una pequeña probabilidad de impacto. Con un arco de observación de 154 días, el ajuste de curvas indicó una aproximación al centro de Marte de 111.000 km (0,00074 UA). A modo de comparación de luna marciana, Deimos, orbita al planeta a 23.500 km. En realidad, el cometa pasó a una distancia de unos ⁓140.000 km (0.000935842197 UA), a una velocidad relativa de 56 km/s.
| Arco de observación (en días) | Distancia mínima (UA) | Distancia nominal (UA) | Distancia máxima (UA) | Hora de paso (UTC) |
| ----------------------------- | --------------------- | ---------------------- | --------------------- | ------------------ |
| 44                            | 0                     | 0,0059                 | 0,024                 | 10:26              |
| 58                            | 0                     | 0,0025                 | 0,012                 | 15:50              |
| 74                            | 0                     | 0,00070                | 0,0079                | 21:00              |
| 148                           | 0                     | 0,00035                | 0,0021                | 19:28              |
| 154                           | 0                     | 0,00074                | 0,0023                | 18:50              |
| 162                           | 0                     | 0,00079                | 0,0023                | 18:45              |
| 171                           | 0                     | 0,00080                | 0,0022                | 18:44              |
| 185                           | 0,00006               | 0.00076                | 0,0020                | 18:51              |
| 201                           | 0,000068              | 0,00080                | 0,0019                | 18:45              |
| 211                           | 0,000209              | 0,00079                | 0,0018                | 18:45              |
| 244                           | 0,000098              | 0,00082                | 0,0016                | 18:41              |
| 293                           | 0,000252              | 0,00082                | 0,0014                | 18:41              |
| 341                           | 0,000443              | 0,00089                | 0,0013                | 18:32              |
| 360                           | 0,000546              | 0,00089                | 0,0012                | 18:32              |
| 369                           | 0,000607              | 0,00093                | 0,0012                | 18:28              |
| 379                           | 0,000595              | 0,00088                | 0,0012                | 18:34              |
| 388                           | 0,000690              | 0,00090                | 0,0011                | 18:31              |
| 394                           | 0,000775              | 0,00095                | 0,0011                | 18:26              |
| 399                           | 0,000801              | 0,00095                | 0,0011                | 18:26              |
| 415                           | 0,000853              | 0,00096                | 0,0011                | 18:25              |
| 428                           | 0,000868              | 0,00096                | 0,0010                | 18:25              |
| 465                           | 0,000875              | 0,00092                | 0,0010                | 18:28              |
| 493                           | 0,000867              | 0,00090                | 0,00093               | 18:31              |
| 612                           | 0,000858              | 0,00088                | 0,00091               | 18:32              |
| 662                           | 0,000858              | 0,00088                | 0,00090               | 18:33              |
| 687                           | 0,000926              | 0,00093                | 0,00094               | 18:28              |
| 694                           | 0,000916              | 0,00093                | 0,00094               | 18:28              |
| 733                           | 0,000927              | 0,00093                | 0,00093               | 18:28              |

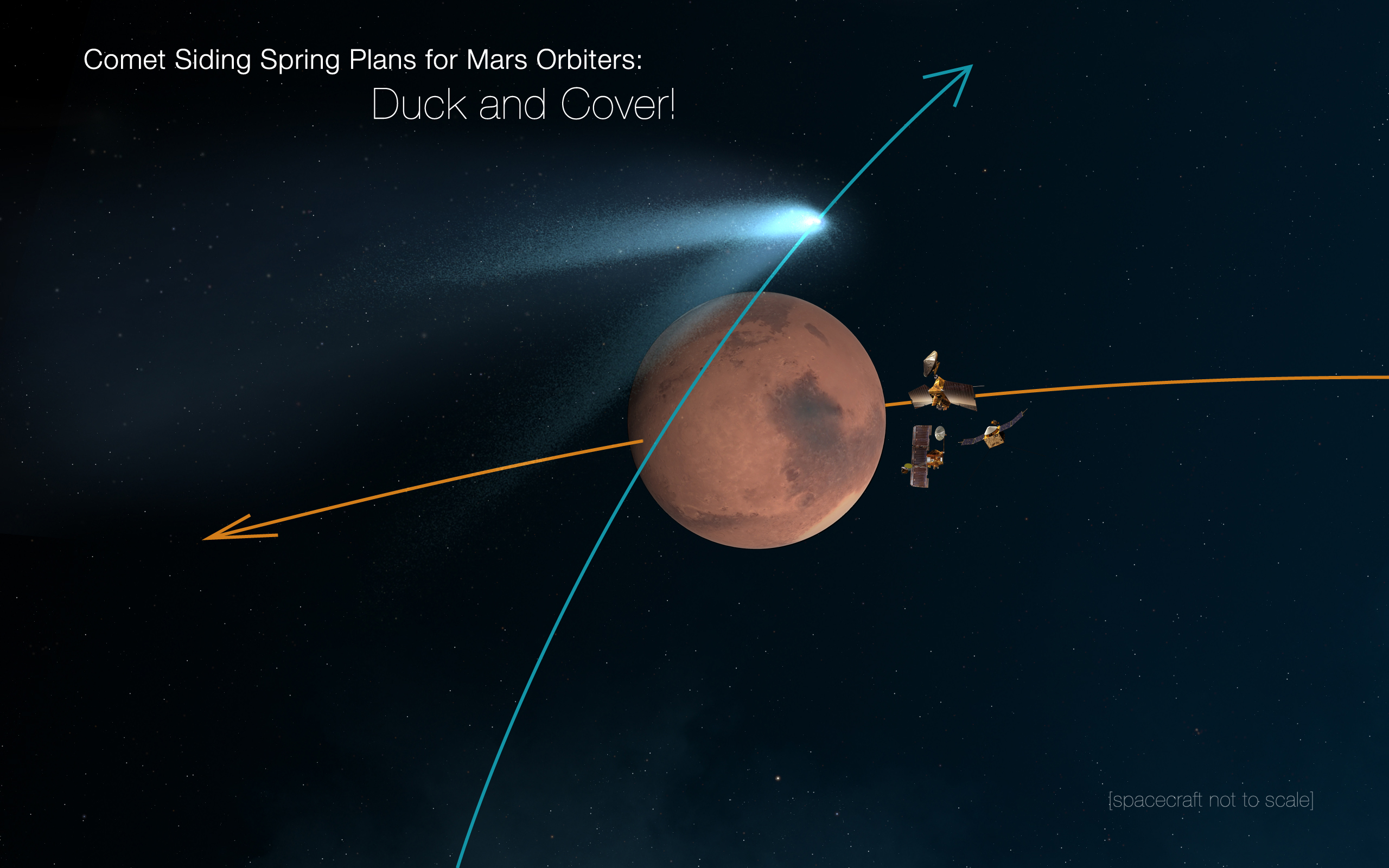
Los orbitadores se cubren del cometa C/2013 A1 (Siding Spring) durante su sobrevuelo por Marte.

Visto desde la Tierra, el 19 de octubre de 2014 Marte estará en la constelación del Ofiuco, a 60 grados del Sol. Marte y el cometa serán también visibles por la sonda  STEREO-A durante el encuentro de 2014. La sonda MAVEN llegará a Marte un mes antes de la aproximación máxima del cometa. En órbita alrededor de Marte ya se encuentran los Mars Reconnaissance Orbiter, Mars Express, y Mars Odyssey. En la superficie del planeta se encuentran los vehículos robotizados Curiosity y Opportunity.
| Diámetro cometario | Energía cinética | Diámetro del cráter |
| ------------------ | ---------------- | ------------------- |
| 3 km               | 5,3 millones Mt  | 45 km               |
| 5 km               | 24.5 millones Mt | 71 km               |
| 8 km               | 100 millones Mt  | 108 km              |
| 15 km              | 660 millones Mt  | 188 km              |
| 20 km              | 1,57 millones Gt | 242 km              |
| 50 km              | 24 millones Gt   | 544 km              |

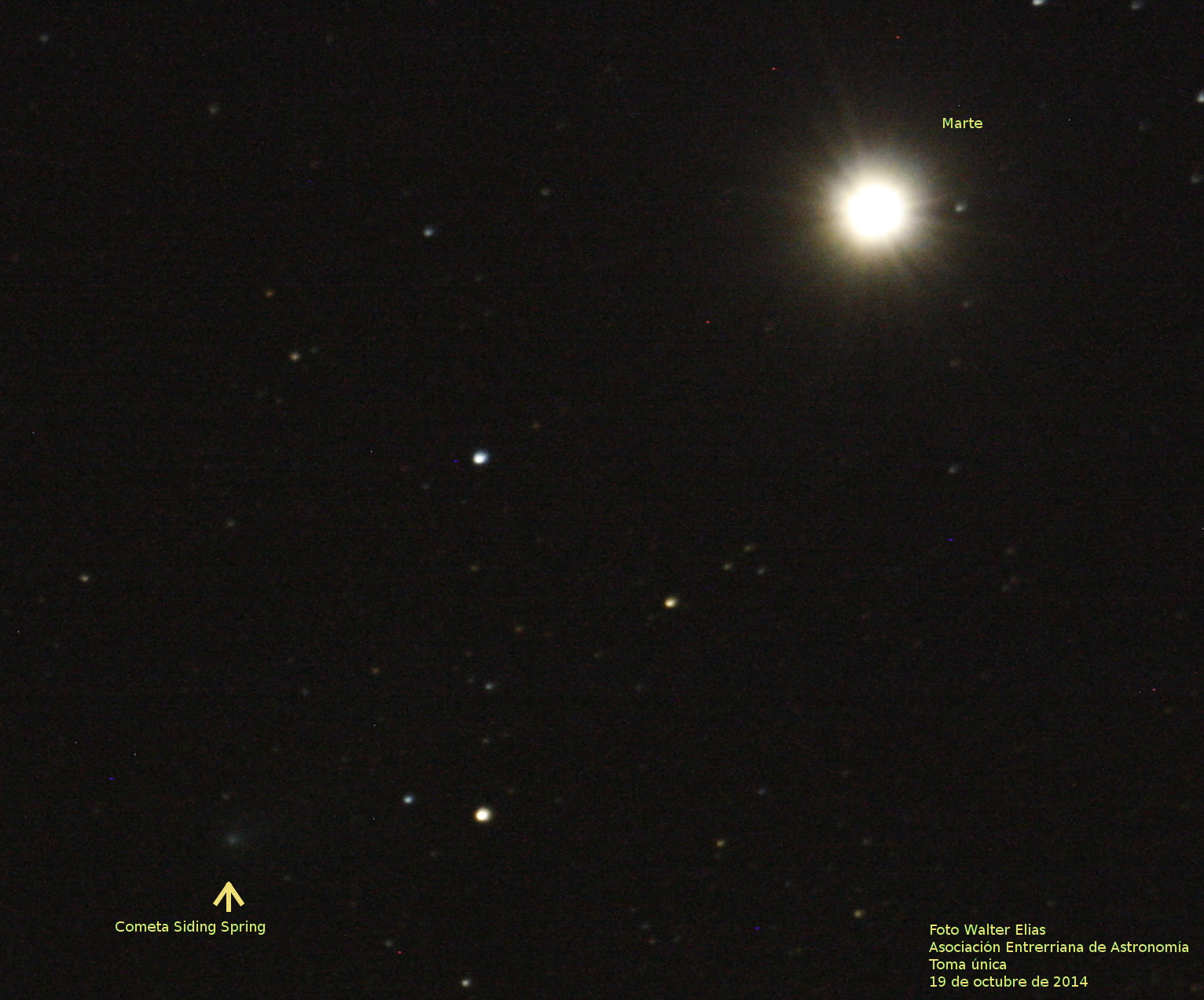
Fotografía tomada desde el Observatorio de la Asociación Entrerriana de Astronomía utilizando un telescopio Meade LX200 y una cámara Canon 60D. Toma única de 30" de exposición e ISO 1600

No está previsto que el cometa genere una espectacular lluvia de meteoros en Marte, o sea una amenaza a las sondas en órbita o en la superficie. El cometa debe estar extremadamente cerca de Marte para que su material expelido sea un riesgo real. La cola del cometa estará aproximadamente apuntando en la dirección contraria a Marte durante la aproximación.
Las estimaciones del diámetro del núcleo han variado desde los 3 hasta los 50 km, lo que significa que la energía de un posible impacto podría superar los 20 millones de gigatones en su límite superior. C/2013 A1 tiene probablemente un núcleo de tamaño comparable al del cometa Hyakutake, (~4 km). El diámetro de un cráter de impacto es aproximadamente diez veces el diámetro del núcleo cometario. Empleando el arco de observación de 148 días, la aplicación del método de Montecarlo muestra una posibilidad entre 1250 (el 0,08%) de que ocurra un impacto en Marte.